# Jordan James (football)
Pour les articles homonymes, voir James.
Jordan James, né le 2 juillet 2004 à Hereford (Angleterre), est un footballeur international gallois qui évolue au poste de milieu de terrain au Stade rennais FC.

## Biographie

### En club

#### Birmingham City
Le 27 novembre 2021, Jordan James fait ses débuts professionnels avec Birmingham City lors d'un match contre le Blackpool FC (victoire, 1-0). Le même jour, il signe son premier contrat professionnel avec les Blues,.

#### Stade rennais FC
Le 12 août 2024, après trois saisons en EFL Championship, Jordan James s'engage pour quatre ans avec le Stade rennais FC, soit jusqu'en juin 2028,,. Le montant du transfert est estimé à cinq millions d'euros,,.
Le 22 décembre 2024, il inscrit son premier but avec les Rouge et Noir lors d'un match comptant pour les 32es de finale de Coupe de France contre le FC Girondins de Bordeaux (victoire, 1-4),.

### En sélection nationale
Éligible pour l'Angleterre par son lieu de naissance et le Pays de Galles par son pére, malgré le fait qu'il joué pour les -20 ans d'Angleterre, Jordan James joue principalement pour les équipes de jeunes du Pays de Galles entre 2019 et 2021,,.
En septembre 2022, il est appelé en équipe du pays de Galles pour le match de Ligue des nations contre la Pologne mais n'entre pas en jeu. Cela ne suffit pas pour être sélectionné avec l'équipe première à la Coupe du monde 2022 au Qatar,.
Le 25 mars 2023, il dispute son premier match officiel contre la Croatie (match nul, 1-1).

## Statistiques

### En club
| Saison                | Club                  | Championnat           | Championnat | Championnat | Championnat | Coupe(s) nationale(s) | Coupe(s) nationale(s) | Coupe(s) nationale(s) | Total | Total | Total |
| Saison                | Club                  | Division              | M.          | B.          | P.d.        | M.                    | B.                    | P.d.                  | M.    | B.    | P.d.  |
| 2021-2022             | Birmingham City       | Championship          | 20          | 1           | 2           | 1                     | 0                     | 0                     | 21    | 1     | 2     |
| 2022-2023             | Birmingham City       | Championship          | 33          | 0           | 0           | 4                     | 1                     | 0                     | 37    | 1     | 0     |
| 2023-2024             | Birmingham City       | Championship          | 42          | 8           | 0           | 5                     | 0                     | 0                     | 47    | 8     | 0     |
| Sous-total            | Sous-total            | Sous-total            | 95          | 9           | 2           | 10                    | 1                     | 0                     | 105   | 10    | 2     |
| 2024-2025             | Stade rennais FC      | Ligue 1               | 23          | 0           | 1           | 2                     | 1                     | 0                     | 25    | 1     | 1     |
| Total sur la carrière | Total sur la carrière | Total sur la carrière | 118         | 9           | 3           | 12                    | 2                     | 0                     | 130   | 11    | 3     |

### En sélection nationale
| Années                | Sélection             | Phases finales        | Phases finales | Phases finales | Phases finales | Éliminatoires | Éliminatoires | Éliminatoires | Éliminatoires | Amicaux | Amicaux | Amicaux | Autres compétitions | Autres compétitions | Autres compétitions | Autres compétitions | Total | Total | Total |
| Années                | Sélection             | Comp.                 | M.             | B.             | P.d.           | Comp.         | M.            | B.            | P.d.          | M.      | B.      | P.d.    | Comp.               | M.                  | B.                  | P.d.                | M.    | B.    | P.d.  |
| --------------------- | --------------------- | --------------------- | -------------- | -------------- | -------------- | ------------- | ------------- | ------------- | ------------- | ------- | ------- | ------- | ------------------- | ------------------- | ------------------- | ------------------- | ----- | ----- | ----- |
| 2022                  | Pays de Galles        | Coupe du monde 2022   | -              | -              | -              | -             | -             | -             | -             | -       | -       | -       | LdN                 | 0                   | 0                   | 0                   | 0     | 0     | 0     |
| 2023                  | Pays de Galles        | -                     | -              | -              | -              | Euro 2024     | 6             | 0             | 0             | 2       | 0       | 0       | -                   | -                   | -                   | -                   | 8     | 0     | 0     |
| 2024                  | Pays de Galles        | Euro 2024             | -              | -              | -              | Euro 2024     | 2             | 0             | 0             | 1       | 0       | 0       | LdN                 | 5                   | 0                   | 0                   | 8     | 0     | 0     |
| 2025                  | Pays de Galles        | -                     | -              | -              | -              | CdM           | 4             | 0             | 0             | -       | -       | -       | -                   | -                   | -                   | -                   | 4     | 0     | 0     |
| Total sur la carrière | Total sur la carrière | Total sur la carrière | 0              | 0              | 0              | -             | 12            | 0             | 0             | 3       | 0       | 0       | -                   | 5                   | 0                   | 0                   | 20    | 0     | 0     |

#### Matchs internationaux
Le tableau suivant liste les rencontres de l'équipe du pays de Galles dans lesquelles Jordan James a été sélectionné depuis le 25 mars 2023 jusqu'à présent :